# Alexandra Urban

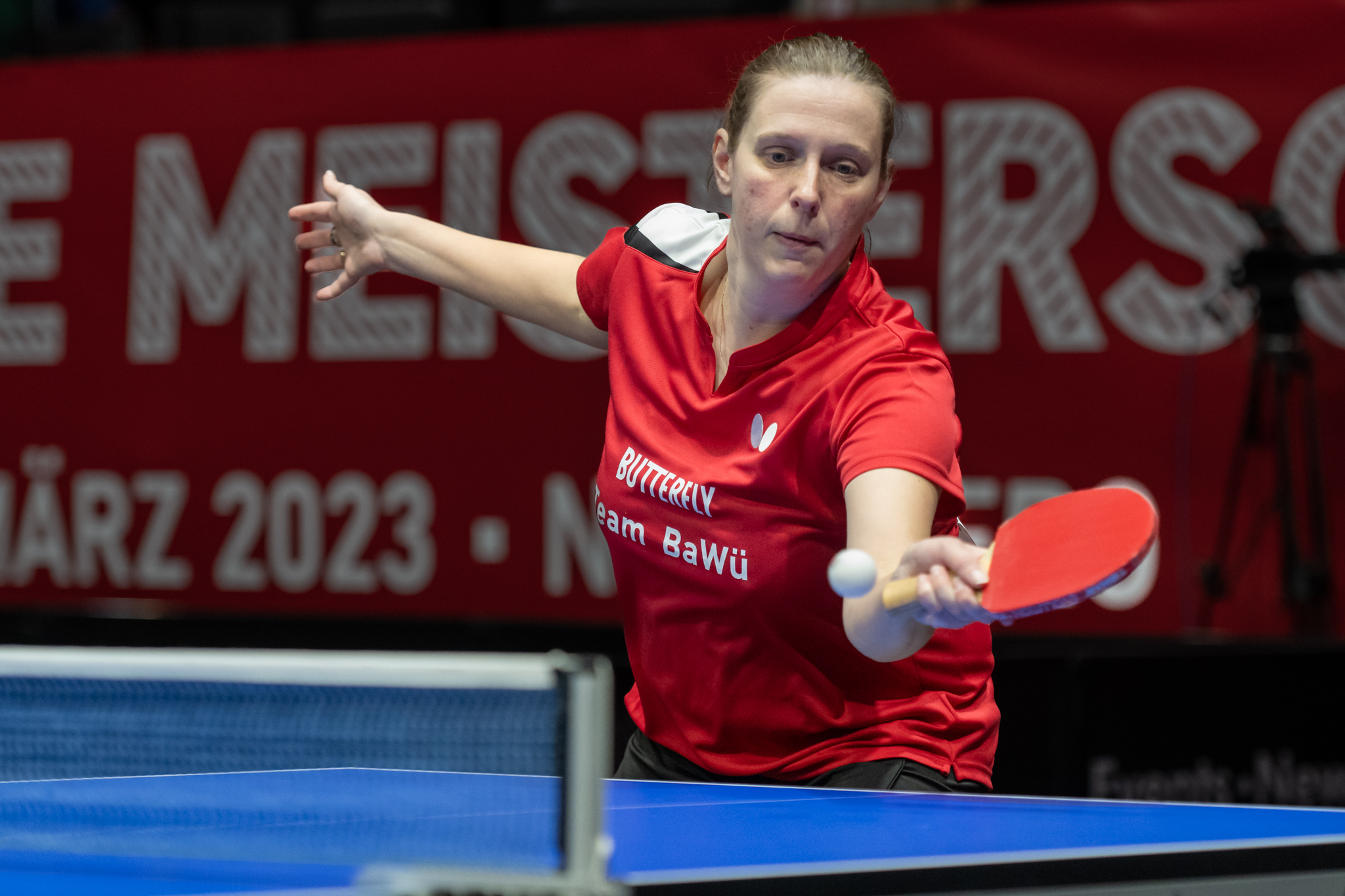
Alexandra Schankula (Deutsche Tischtennis-Meisterschaft 2023)

Alexandra Urban (* 15. September 1984 in Reutlingen) ist eine deutsche Tischtennisspielerin. Sie gewann 2012 das Bundesranglistenturnier.

## Jugend
Bereits in ihrer Jugend erzielte Alexandra Urban nationale und internationale Erfolge. Ihr erster Verein war der VfL Pfullingen, Mit elf Jahren trainierte sie im Landesstützpunkt Böblingen. Später wechselte sie zum TSV Betzingen, wo sie bereits 1999 in der 1. Bundesliga spielte.
Bei den deutschen Jugendmeisterschaften belegte sie mehrmals vordere Plätze:
- 1998: Platz drei Doppel mit Raffaela Kurz[5]
- 1999: Platz zwei im Doppel mit Raffaela Kurz und Platz zwei im Mixed mit Andreas Ball[6]
- 2001: Platz zwei im Mixed mit Andreas Ball[7]
- 2002: Platz drei im Einzel und Platz zwei im Mixed mit Andreas Ball[8]

1999 gewann sie bei den Jugend-Europameisterschaften mit der Mannschaft Gold. 2002 erreichte sie in diesem Wettbewerb sowohl im Mädchendoppel zusammen mit Kristin Silbereisen als auch mit der deutschen Mannschaft Platz drei.

## Erwachsene
Im Erwachsenenbereich belegte Alexandra Urban mehrere vordere Ränge bei den Baden-Württembergischen Meisterschaften. Bei den nationalen deutschen Meisterschaften kam sie zweimal auf Platz drei, nämlich 2002 im Doppel mit Raffaela Kurz und 2004 im Mixed mit Jörg Schlichter.
Im Jahr 2000 wechselte sie vom TSV Betzingen zum Verein SV Böblingen. Von 2005 bis 2011 spielte sie beim SV Neckarsulm, verhalf in der Saison 2011/12 den LTTV Leutzscher Füchsen 1990 zum Aufstieg in die 1. Bundesliga, ehe sie 2012 zum Bundesligisten SV Böblingen zurückkehrte.
2014 beendete Alexandra Urban ihre Laufbahn als Leistungssportlerin und wechselte zum Verein TSV Gomaringen, wo sie unter ihrem Ehenamen Schankula in der Herren-Bezirksklasse antritt. Wenig später trat sie wieder für TSV Betzingen an, 2016 gewann sie die Meisterschaft von Baden-Württemberg.

## Turnierergebnisse
| Verband | Veranstaltung                         | Jahr | Ort           | Land | Einzel    | Doppel    | Mixed | Team |
| ------- | ------------------------------------- | ---- | ------------- | ---- | --------- | --------- | ----- | ---- |
| GER     | Jugend-Europameisterschaft (Kadetten) | 1999 | Frydek-Mistek | CZE  |           |           |       | 1    |
| GER     | Pro Tour                              | 2002 | Magdeburg     | GER  | letzte 64 |           |       |      |
| GER     | Pro Tour                              | 2001 | Bayreuth      | GER  | letzte 64 | letzte 16 |       |      |
| GER     | DM AK40                               | 2024 | Hamm          | GER  | 1         | 1         | 1     |      |